# Kościół Świętych Apostołów Piotra i Pawła w Lipie
Kościół Świętych Apostołów Piotra i Pawła w Lipie – późnogotycki, jednonawowy kościół z wieżą z XIV w., zlokalizowany w centrum wsi. Kościół ten jest świątynią parafialną dla parafii w Lipie.

## Architektura
Został wybudowany ok. 1330 r. z łamanego kamienia, obecnie jest otynkowany. Został przebudowany w XVII w. W wieży znajduje się dzwon z 1541 r. zdobiony późnorenesansowym ornamentalnym fryzem. W XVIII w. powiększono część okien.
Jest to orientowana, jednonawowa, prosta budowla, ze sklepionym prezbiterium (sklepienie krzyżowo-żebrowe z ozdobnymi zwornikami)z wieżą od zachodu. W ścianie za ołtarzem znajduje się gotyckie sakramentarium – wnęka z piaskowcowym obramieniem o wykroju trójliścia.

## Wyposażenie
Najcenniejszym zabytkiem kościoła jest tryptyk z 1503 r., umieszczony w ołtarzu głównym (niedawno konserwowany w Krakowie). W szafie znajdują się figury Matki Boskiej z Dzieciątkiem i apostołów Piotra i Pawła, którym poświęcone są także wyróżniające się poziomem artystycznym sceny malowane na awersach skrzydeł: Wręczenie kluczy św. Piotrowi i Ukrzyżowanie św. Piotra (po lewej) oraz Nawrócenie św. Pawła i Ścięcie św. Pawła. Na rewersach skrzydeł (widocznych po zamknięciu ołtarza) przedstawiono świętych: Jana Ewangelistę i Jana Chrzciciela (lewe, góra), Katarzynę i Dorotę (lewe, dół), Jakuba Większego i Andrzeja (prawe, góra) oraz Jadwigę i Elżbietę (prawe, dół). Brak jest predelli i zwieńczenia.
Ołtarz powstał na Śląsku, ale jego twórca nie jest znany. W scenie Wręczenia kluczy... wypisana jest data powstania dzieła.
Z innych elementów wyposażenia warto zwrócić uwagę na okrągłą tarczę z wielobarwnym herbem Zedlitzów i datą „1550”, umieszczoną na północnej ścianie prezbiterium, pod lożą. Prawdopodobnie jest to tarcza, którą podczas ceremonii pogrzebowej rycerza niesiono przed trumną.
W oknach znajdują się XIX-wieczne witraże. Witraż w oknie wschodniej ściany prezbiterium nawiązuje do górniczych tradycji wsi – przedstawia patronkę górników, św. Barbarę, z widocznymi w tle postaciami górników (w oknach nawy – św. Elżbieta i św. Antoni).
Barokowy ołtarz boczny pochodzi z XVIII w., z tego okresu są też 3 obrazy olejne – Zmartwychwstanie i Św. Jadwiga na chórze muzycznym oraz owalna Św. Rodzina na ścianie nawy. We wnętrzu kościoła (nawa, kruchta), na zewnętrznej ścianie wieży i w murze cmentarnym znajduje się 14 nagrobków rycerskich, głównie przedstawicieli rodziny Zedlitzów. Wyróżnia się płyta z herbem (we wnętrzu), całopostaciowy nagrobek rycerza (w kruchcie) i epitafium trojga dzieci z 1560 r. (w murze).
We wnętrzu XVII-wiecznej przybudówki wieży (z renesansowym portalem o łuku dwuramiennym) zachowała się polichromia sklepienia.

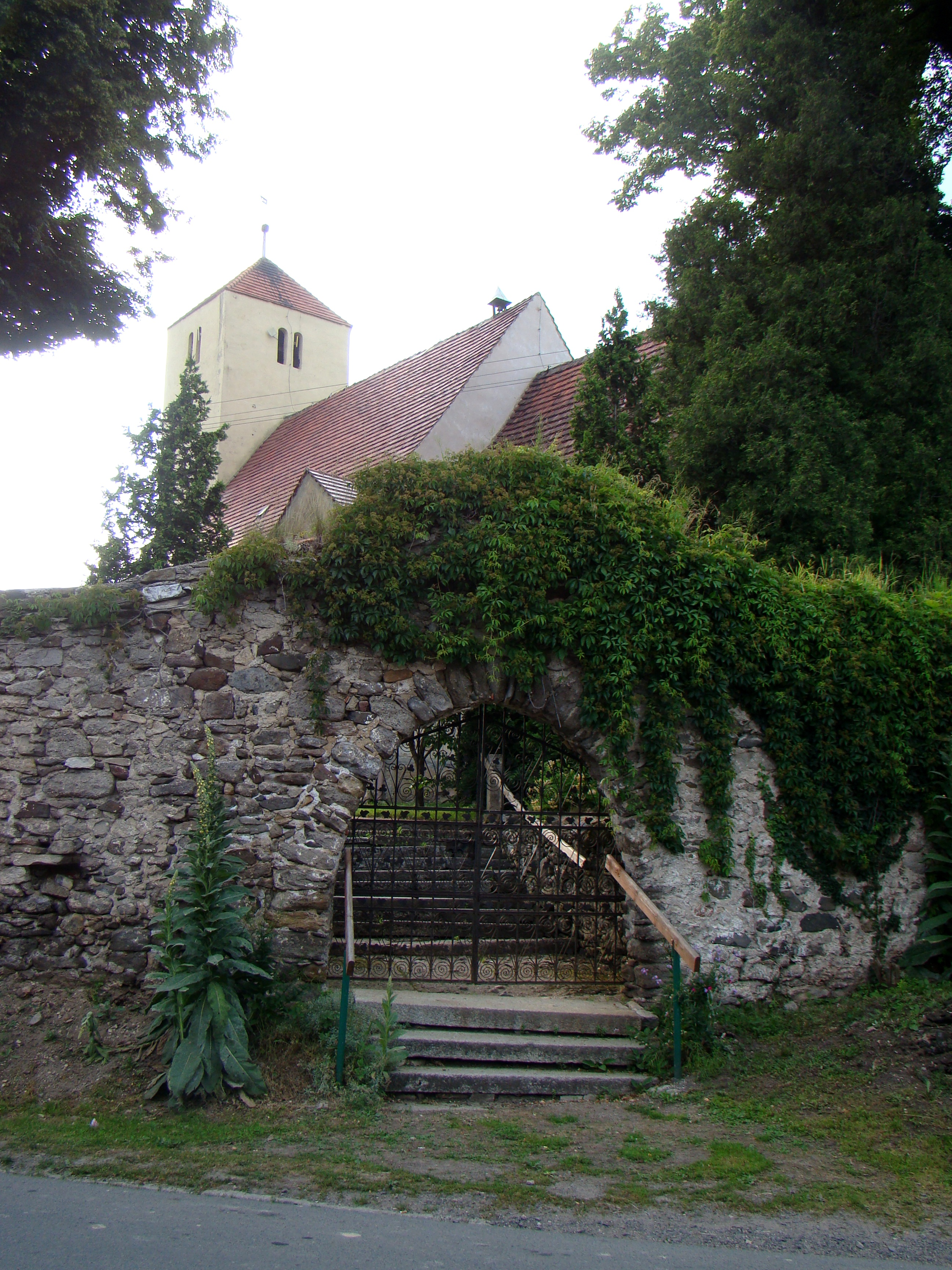
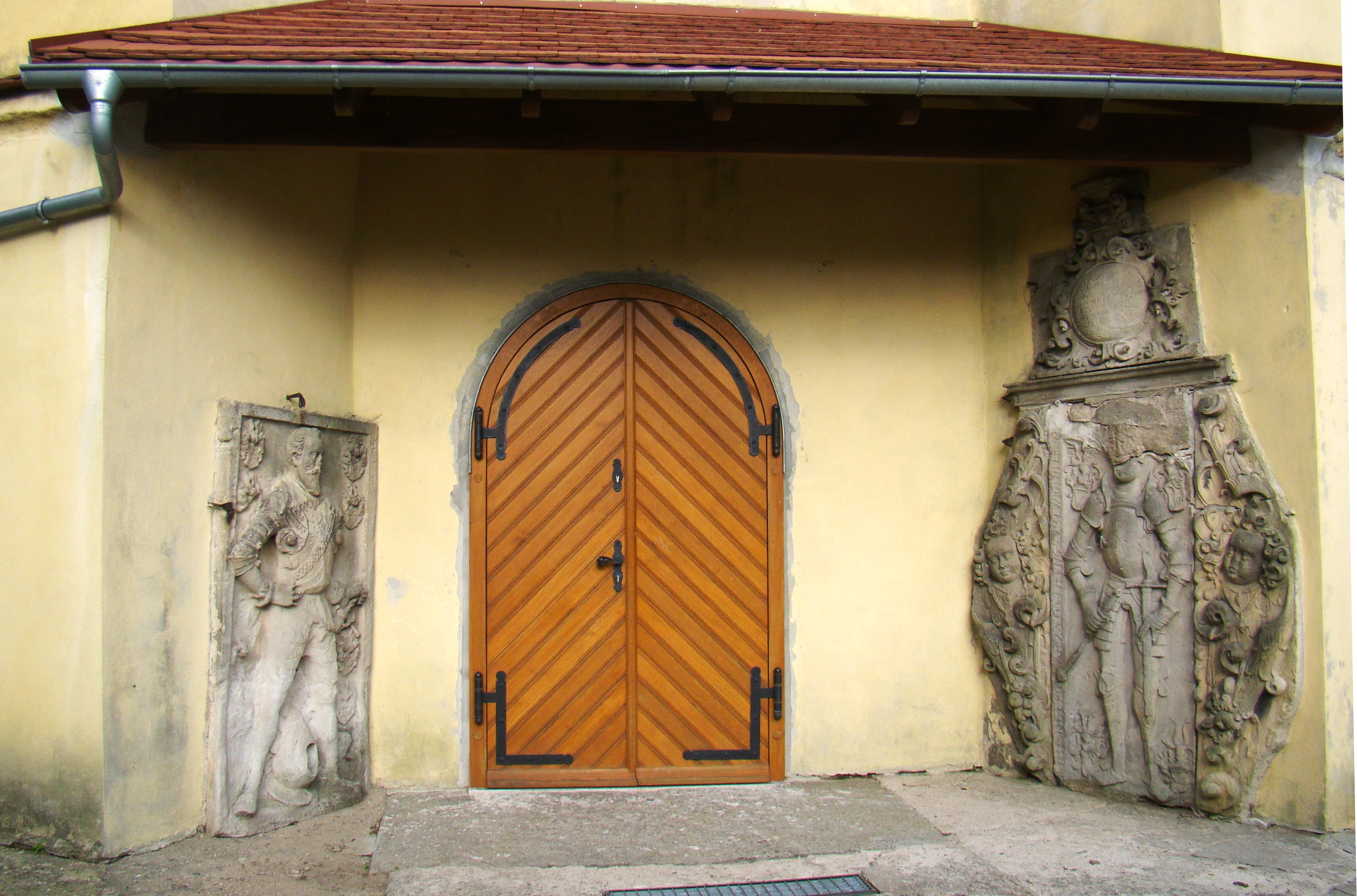
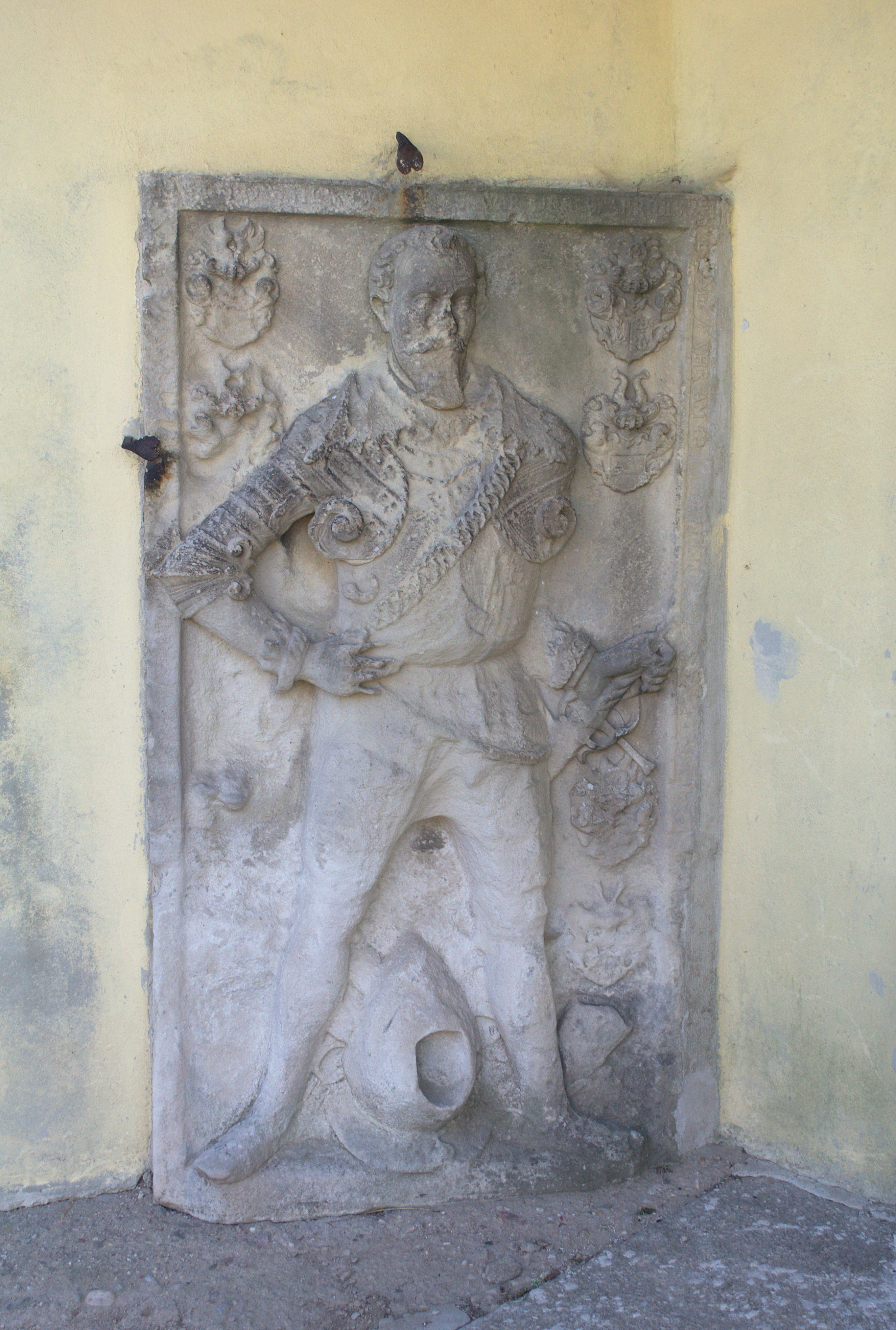
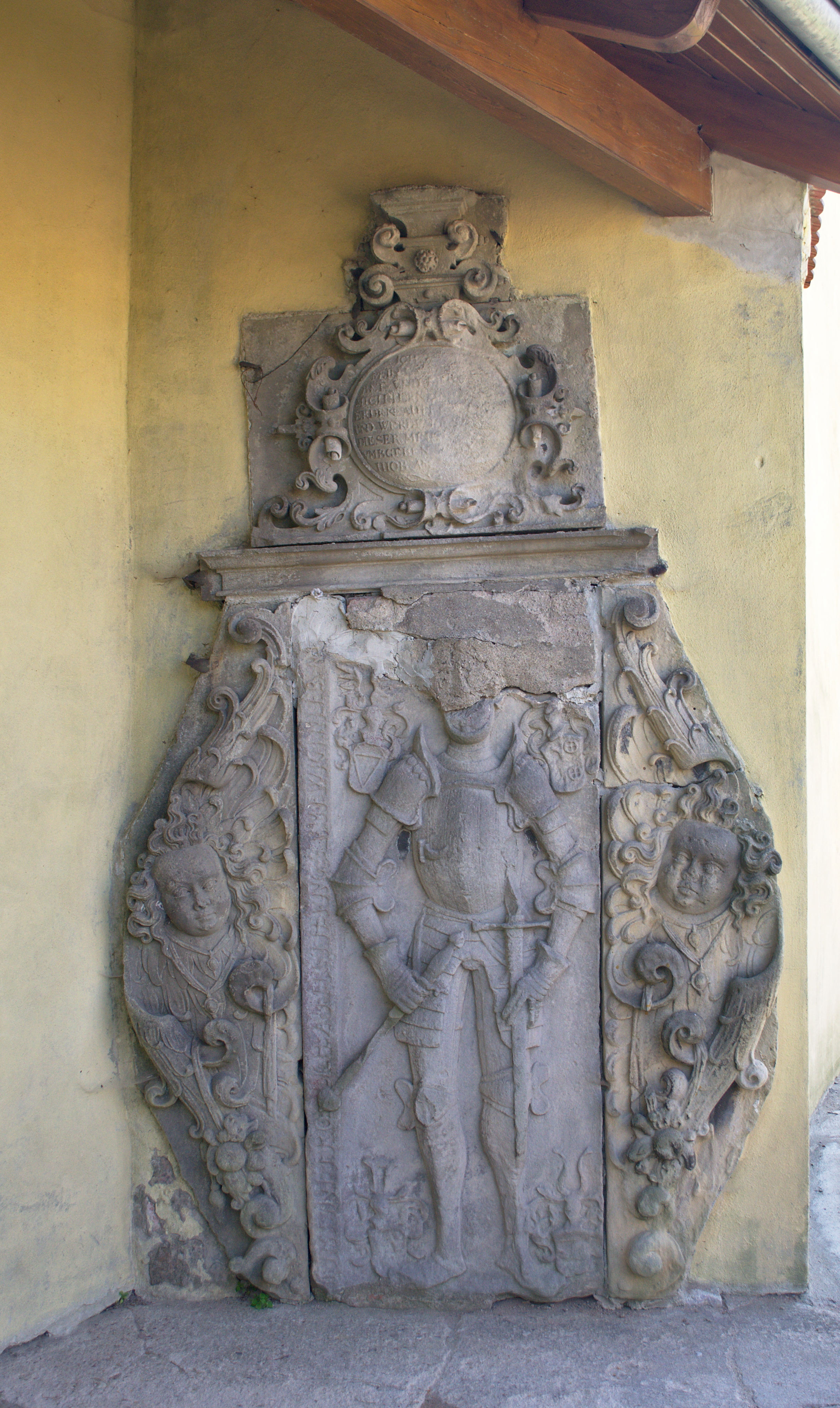